# 蛇谷風雲
蛇谷風雲是漫畫諸葛四郎系列裡的一部作品。

## 劇情簡介
四郎與真平、林小弟三人一同前往白陽縣探望舅父時，得知在白陽縣靠近蠻國交界一帶的領地「蛇谷」，出現了專門打劫倆方財物珠寶的盜賊。
而先前白陽縣曾派去蛇谷搜查的人手皆無下落，之後白陽縣的鄰國蠻國對於在蛇谷被劫走大量財寶一事感到不滿；而要求越界攻打蛇谷。
於是四郎為了避免白陽縣與蠻國起了爭執，而答應蠻國在一個月內將蛇谷的事情給查得水落石出‧‧‧。

## 故事角色

### 我方人物
甘義俠
武藝精湛的俠士，被白陽縣丁將軍奉命查探蛇谷。
甘義俠妹妹
甘義俠的親妹，習於劍技的女俠，但經歷尚淺而易中對方計謀。

### 白陽縣人物
白陽縣太爺
為諸葛四郎的舅父，苦於群聚在蛇谷一帶黨賊之事。
丁將軍
白陽縣太爺旗下的將軍，平時相當照顧甘義俠。
丁應
丁將軍的弟弟，也是蛇谷的一份子。

### 蠻國人物
蠻將
蠻國將領之一。對於自家攜帶財物的馬隊在蛇谷被打劫一事不滿；而要求白陽縣允許蠻國出兵攻打蛇谷。

### 敵方人物
白道人
蛇谷黨賊首領之一，外表為穿戴眼罩的老翁，即茶店主人。
假面金剛
臉戴假面具的蛇谷黨賊首領之一，懂得制服蛇群，即蠻將。
茶店主人
表面為普通茶店老闆，實際上經營的茶店為蛇谷黨賊群人的連絡點。

## 其它
此作品為了劇情上的節奏需要，而取消了原先四郎和真平於「大戰龍虎十劍士」中學得了絕技「龍風掌」與「真空斬」設定。